# دهستان شهدا (میبد)
دهستان شُهَدا یا شَهیدیه که در گویش محلی به آن شورُک گفته می‌شود، دهستانی در بخش مرکزی شهرستان میبد، استان یزد در ایران است. براساس سرشماری مرکز آمار ایران در سال ۱۳۹۵، جمعیت آن ۵٬۰۵۹ نفر (۱۰۷۷ خانوار) بوده‌است._جمعیت شهیدیه الان حدود ۲برابر شده به دلیل داشتن شهرک صنعتی میبد که افراد زیادی از شهرها ی دیگر از بیکاری به شهیدیه کوچ کرده آمد. 